# سد میکا
سد میکا یک سد خاکی برق آبی است که بر روی رود کلمبیا در ۱۳۵ کیلومتری شمال رولستوک در بریتیش کلمبیا، کانادا قرار دارد. این سد به عنوان یکی از سه پروژه کانادایی تحت شرایط معاهده رودخانه کلمبیا در سال ۱۹۶۴ ساخته شد و توسط بی‌سی هایدرو (BC Hydro) اداره می‌شود. نیروگاه سد میکا که در سال ۱۹۷۳ تکمیل شد، ظرفیت تولید ۱۸۰۵ مگاوات داشت.
نام سد میکا از منطقه مسکونی نزدیک آن گرفته شده‌است که به نوبه خود به دلیل فراوانی مواد معدنی میکا در این منطقه نامگذاری شده‌است. این سد یکی از بزرگ‌ترین سدهای خاکی در جهان است و مخزن ایجاد شده توسط سد، یک دریاچه به نام دریاچه کینبسکت (Kinbasket) ایجاد کرده‌است.
آب سد به‌طور مستقیم به سمت جنوب یعنی دریاچه رولستوک می‌ریزد. سد میکا بلندترین سد در کانادا و دومین سد بلند در آمریکای شمالی است که از این نظر پس از سد چیکواسن در مکزیک است و در دورترین نقطه از بالادست رودخانه کلمبیا قرار دارد. نیروگاه زیرزمینی این سد در زمان ساخت، دومین نیروگاه بزرگ جهان بود و اولین نصب کلیدخانه ۵۰۰ کیلوولتی مجهز به کلیدهای هگزا فلوراید گوگرد (SF6) در جهان بود.

## تاریخچه
سد میکا توسط بی‌سی هیدرو به عنوان یکی از سه پروژه اصلی و همراه با سد دانکن و سد ارو، که طبق معاهده رودخانه کلمبیا در سال ۱۹۶۴ مصوب شد، ساخته شده‌است. ساخت و ساز این سد در سال ۱۹۶۷ آغاز شد و در ۲۳ مارس ۱۹۷۳ به پایان رسید.
سد میکا در ۲۹ مارس ۱۹۷۳ به بهره‌برداری رسید. این سد به ارتفاع ۲۴۴ متر (۸۰۱ فوت) ساخته شده‌است که بالای سنگ بستر، نزدیک اولین مکان روستای میکا کریک قرار دارد. این سد با ایجاد مخزنی با مساحت ۴۲۷ کیلومتر مربع (۱۶۵ مایل مربع)، حاوی ۱۵۰۰۰ مترمکعب فضای ذخیره‌سازی زنده و ۲۴۸۰۰ مترمکعب از کل ظرفیت ذخیره‌سازی در دریاچه مک ناتون است که بعدها در سال ۱۹۸۰ به دریاچه Kinbasket تغییر نام داد.

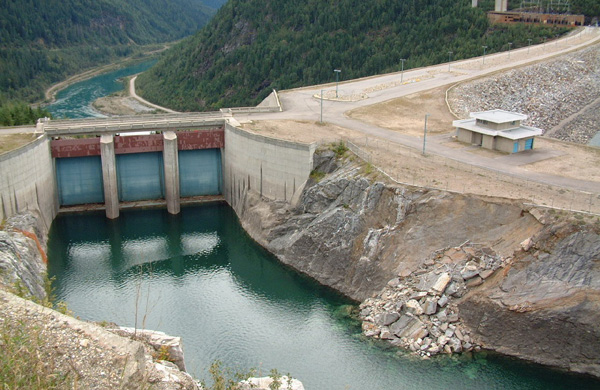
سرریز سد میکا

نیروگاه زیرزمینی، که در سال ۱۹۷۳ آغاز شد، با ۵۴ متر (۱۷۷ فوت) ارتفاع، ۲۴ متر (۷۹ فوت) عرض و ۲۳۷ متر (۷۷۸ فوت) طول طراحی و ساخته شد. در سال ۱۹۷۶ دو ژنراتور اول آن راه اندازی و در سال ۱۹۷۷ دو ژنراتور دیگر نیز تکمیل گردید که ظرفیت کل نیروگاه را به ۱۸۰۵ مگاوات رساند. در سال ۲۰۱۴ و ۲۰۱۵، دو ژنراتور ۵۰۰ مگاواتی دیگر هم اضافه شدند و مجموع ظرفیت تولید ۲۸۰۵ مگاوات را فراهم کردند.
نیروگاه میکا، انرژی تولیدی خود را از طریق یک خط انتقال ۵۰۰ کیلوولت به طول ۵۷۰-کیلومتر (۳۵۰-مایل) به پست برق نیکولا می‌رساند.
دومین خط انتقال برق، انرژی تولیدی این نیروگاه را به پست مریدین می‌رساند که در نزدیکی پورت مودی در بریتیش کلمبیا، کانادا ساخته شده‌است.
طی آبگیری سد و ایجاد دریاچه کینبسکت، بخش‌هایی از منطقه بیگ بند کانتری در حوزه رودخانه کلمبیا زیر آب فرورفت. همچنین، بخشی از خط راه‌آهن کانادا پاسیفیک (CP) که در امتداد دره رودخانه کلمبیا که از دونالد تا بیورموث می‌گذشت، به ارتفاعی بالاتر منحرف شد که در نتیجه آن نیاز به ساخت چهار پل جدید و یک تونل ۳۳۶-متر (۱٬۱۰۲-فوت) بود.
دریاچه کینبسکت در بالای سد میکا، در بسیاری مواقع سال دارای ظرفیت استفاده نشده برای ذخیره آب است و دریاچه رولستوک در زیر سد، دارای ظرفیت ذخیره‌سازی کمتری از آن است؛ بنابراین یک پیشنهاد ارائه شد تا یک نیروگاه تلمبه ذخیره‌ای در کنار سد میکا احداث گردد تا آب را به دریاچه کینبسکت پمپ کند، که پس از آن برای تولید برق در سدهای میکا و رولستوک استفاده می‌شود. این پروژه در سال ۲۰۱۷ به عنوان ذخیره انرژی متغیر از منابع تجدید پذیر (توربین بادی) مورد بحث قرار گرفت.

## اقلیم
اطلاعات اقلیم منطقه سد با توجه به ایستگاه سنجش آب و هوا، واقع در جنوب سد میکا و در ارتفاع ۵۷۹٫۱۰ متر (۱٬۸۹۹٫۹ فوت)، مطابق جدول زیر است.
| داده‌های اقلیم Mica Dam   | داده‌های اقلیم Mica Dam | داده‌های اقلیم Mica Dam | داده‌های اقلیم Mica Dam | داده‌های اقلیم Mica Dam | داده‌های اقلیم Mica Dam | داده‌های اقلیم Mica Dam | داده‌های اقلیم Mica Dam | داده‌های اقلیم Mica Dam | داده‌های اقلیم Mica Dam | داده‌های اقلیم Mica Dam | داده‌های اقلیم Mica Dam | داده‌های اقلیم Mica Dam | داده‌های اقلیم Mica Dam |
| ماه                      | ژانویه                 | فوریه                  | مارس                   | آوریل                  | مه                     | ژوئن                   | ژوئیه                  | اوت                    | سپتامبر                | اکتبر                  | نوامبر                 | دسامبر                 | سال                    |
| ------------------------ | ---------------------- | ---------------------- | ---------------------- | ---------------------- | ---------------------- | ---------------------- | ---------------------- | ---------------------- | ---------------------- | ---------------------- | ---------------------- | ---------------------- | ---------------------- |
| سابقهٔ بیش‌ترین °C (°F)    | ۷٫۵ (۴۶)               | ۱۱٫۰ (۵۲)              | ۱۲٫۸ (۵۵)              | ۲۳٫۵ (۷۴)              | ۳۲٫۵ (۹۱)              | ۳۵٫۶ (۹۶)              | ۳۶٫۱ (۹۷)              | ۳۷٫۸ (۱۰۰)             | ۲۹٫۵ (۸۵)              | ۲۰٫۵ (۶۹)              | ۱۴٫۴ (۵۸)              | ۷٫۷ (۴۶)               | ۳۷٫۸ (۱۰۰)             |
| میانگین بیش‌ترین °C (°F)  | −۲٫۶ (۲۷)              | −۰٫۴ (۳۱)              | ۴٫۳ (۴۰)               | ۱۰٫۲ (۵۰)              | ۱۸٫۰ (۶۴)              | ۲۱٫۸ (۷۱)              | ۲۳٫۹ (۷۵)              | ۲۳٫۵ (۷۴)              | ۱۷٫۱ (۶۳)              | ۸٫۷ (۴۸)               | ۱٫۳ (۳۴)               | −۲٫۶ (۲۷)              | ۱۰٫۳ (۵۱)              |
| میانگین روزانه °C (°F)   | −۴٫۹ (۲۳)              | −۳٫۴ (۲۶)              | ۰٫۵ (۳۳)               | ۵٫۰ (۴۱)               | ۱۰٫۹ (۵۲)              | ۱۴٫۸ (۵۹)              | ۱۶٫۷ (۶۲)              | ۱۶٫۲ (۶۱)              | ۱۱٫۴ (۵۳)              | ۵٫۳ (۴۲)               | −۰٫۵ (۳۱)              | −۴٫۵ (۲۴)              | ۵٫۶ (۴۲)               |
| میانگین کم‌ترین °C (°F)   | −۷ (۱۹)                | −۶٫۳ (۲۱)              | −۳٫۴ (۲۶)              | −۰٫۳ (۳۱)              | ۳٫۷ (۳۹)               | ۷٫۷ (۴۶)               | ۹٫۴ (۴۹)               | ۸٫۸ (۴۸)               | ۵٫۶ (۴۲)               | ۱٫۷ (۳۵)               | −۲٫۳ (۲۸)              | −۶٫۳ (۲۱)              | ۰٫۹ (۳۴)               |
| سابقهٔ کم‌ترین °C (°F)     | −۳۳٫۹ (−۲۹)            | −۲۸ (−۱۸)              | −۲۳٫۳ (−۱۰)            | −۱۱٫۵ (۱۱)             | −۳٫۹ (۲۵)              | ۰٫۰ (۳۲)               | ۱٫۰ (۳۴)               | −۰٫۵ (۳۱)              | −۴٫۴ (۲۴)              | −۱۳٫۵ (۸)              | −۲۶ (−۱۵)              | −۳۷٫۲ (−۳۵)            | −۳۷٫۲ (−۳۵)            |
| بارندگی میلی‌متر (اینچ)   | ۱۸۴٫۴ (۷٫۲۶)           | ۱۱۰٫۱ (۴٫۳۳)           | ۱۰۷٫۰ (۴٫۲۱)           | ۷۷٫۸ (۳٫۰۶)            | ۶۴٫۰ (۲٫۵۲)            | ۷۰٫۲ (۲٫۷۶)            | ۹۰٫۱ (۳٫۵۵)            | ۷۸٫۰ (۳٫۰۷)            | ۶۷٫۴ (۲٫۶۵)            | ۱۴۴٫۱ (۵٫۶۷)           | ۲۰۰٫۷ (۷٫۹)            | ۱۸۰٫۱ (۷٫۰۹)           | ۱٬۳۷۳٫۹ (۵۴٫۰۹)        |
| بارندگی میلی‌متر (اینچ)   | ۳۰٫۵ (۱٫۲)             | ۲۶٫۶ (۱٫۰۵)            | ۵۹٫۰ (۲٫۳۲)            | ۷۳٫۱ (۲٫۸۸)            | ۶۴٫۰ (۲٫۵۲)            | ۷۰٫۲ (۲٫۷۶)            | ۹۰٫۱ (۳٫۵۵)            | ۷۸٫۰ (۳٫۰۷)            | ۶۷٫۴ (۲٫۶۵)            | ۱۳۷٫۰ (۵٫۳۹)           | ۹۸٫۹ (۳٫۸۹)            | ۲۵٫۸ (۱٫۰۲)            | ۸۲۰٫۵ (۳۲٫۳)           |
| بارش برف سانتی‌متر (اینچ) | ۱۵۴٫۰ (۶۰٫۶)           | ۸۳٫۵ (۳۲٫۹)            | ۴۸٫۰ (۱۸٫۹)            | ۴٫۶ (۱٫۸)              | ۰٫۱ (۰)                | ۰٫۰ (۰)                | ۰٫۰ (۰)                | ۰٫۰ (۰)                | ۰٫۰ (۰)                | ۷٫۱ (۲٫۸)              | ۱۰۱٫۸ (۴۰٫۱)           | ۱۵۴٫۳ (۶۰٫۷)           | ۵۵۳٫۴ (۲۱۷٫۹)          |
| [ نیازمند منبع ]         |                        |                        |                        |                        |                        |                        |                        |                        |                        |                        |                        |                        |                        |